# Institutio Christianae religionis
Institutio Christianae religionis (franc. L’Institution de la religion chrétienne, čes. Instituce učení křesťanského náboženství) je nejvýznamnější teologický traktát reformátora Jana Kalvína.
Vydal jej v latinské verzi roku 1536 a ve francouzské verzi roku 1541; obě verze několikrát za svůj život přepracoval (naposledy vyšly obě jazykové verze v letech 1559 a 1560); jejich základní myšlenkové schéma však zůstalo nedotčeno.
Francouzská verze traktátu sehrála klíčovou roli v utváření francouzského literárního jazyka.
Traktát z oblasti systematické teologie je rozdělen do čtyř knih:
1. De cognitione Dei creatoris (O poznání Boha stvořitele)
2. De cognitione Dei redemptoris (O poznání Boha vykupitele)
3. De modo percipiendae Christi gratiae et qui fructis nobis proveniant et qui effectus consequantur (Jak vnímat Kristovu milost, jaké plody nám z ní plynou a jaké účinky následují)
4. De externis mediis vel articulis, quibus Deus in Christi societatem nos invitat, et in ea retinet (O vnějších prostředcích či článcích, kterými nás Bůh zve do Kristovy společnosti a uchovává v ní)